# Campeonato Guatemalteco de Futebol
A Liga Nacional de Fútbol de Guatemala é o maior campeonato de futebol profissional da Guatemala no país, sendo criado em 1942 e é jogado na forma de dois torneio denominado de Apertura e Clausura.
A primeira competição profissional de futebol da Guatemala surge em 1919 e a liga aparece em 1942 sucedendo à Liga Capitolina que era um torneio amador na capital do país e é considerado o campeonato nacional. Durante a temporada de 1942-1943, sete equipes se encontraram quatro vezes para ganhar o título. No final da temporada, três equipes, o Municipal, a Tipografía Nacional, e Antigua Guatemala terminaram empatado em primeiro lugar. A fase de play-off foi organizada entre os três clubes para determinar o vencedor, e este é o Municipal, que ganhou o primeiro título da nova era do futebol nacional da Guatemala.
A grande mudança ocorreu em 1999, e seguindo o exemplo de seus vizinhos mexicanos, o campeonato foi divididos em dois torneios sazonais denominado de Apertura e Clausura. O Municipal foi a equipe que melhor tirou proveito desse novo formato, vencendo 13 títulos da liga desde a sua criação.
O número de equipes, sete na origem, tem continuado a aumentar ao longo das estações se estabilizar em 12 equipes nos últimos anos.
O Comunicaciones é o clube que mais ganhou a Liga Nacional (30) e também detêm o recorde de maior número de vitórias consecutivas ao lado do Municipal ambos com (5).

## Curiosidades
- Deportivo Jalapa foi a única equipe que conseguiu vencer todas as finais que disputou (2).
- Club Social y Deportivo Municipal e o Comunicaciones foram o primeiro time a vencer cinco campeonatos consecutivos.
- Juan Carlos Plata é o maior artilheiro da Liga Nacional com 360 gols.
- Óscar Sánchez detém o recorde de o maior número de vez ao se tornar artilheiro do torneio, juntamente com um número de gols (41), na temporada de 1977.
- Carlos Toledo é o artilheiro em  com um menor número de gols marcados entre os artilheiros do campeonato com 10 gols  no ano de 1943.
- Carlos Fernando Figueroa  é o único jogador a ter vencido duas pentacameonatos com Municipal e Comunicações, respectivamente.

## Clubes da Temporada 2014-2015
| Clube                     | Cidade              | Nº de Títulos | Estádio                                | Capacidade |
| Antigua Guatemala         | Cidade da Guatemala | 0             | Estádio Pensativo                      | 9 000      |
| Deportivo Coatepeque      | Coatepeque          | 0             | Predefinição:Lien                      | 20 000     |
| Desportivo Comunicaciones | Cidade da Guatemala | 29            | Estádio Cementos Progreso              | 17 000     |
| Deportivo Guastatoya      | Guastatoya          | 0             | Estádio David Cordón Hichos            | 3 500      |
| Halcones                  | La Democracia       | 0             | Estádio Comunal de La Mesilla          | 5 000      |
| Deportivo Malacateco      | Malacatán           | 0             | Estádio Santa Lucía                    | 7 000      |
| Deportivo Marquense       | San Marcos          | 0             | Estádio Marquesa de la Ensenada        | 10 000     |
| CSD Municipal             | Cidade da Guatemala | 29            | Estádio Manuel Felipe Carrera          | 10 000     |
| Deportivo Petapa\|        | San Miguel Petapa   | 0             | Estádio municipal de San Miguel Petapa | 7 500      |
| Deportivo Suchitepéquez   | Mazatenango         | 1             | Estádio Carlos Salazar Hijo            | 12 000     |
| Universidad San Carlos    | Cidade da Guatemala | 0             | Estádio de la Revolución               | 4 000      |
| Xelaju                    | Quetzaltenango      | 5             | Estádio Mario Camposeco                | 11 000     |

## Campeões
| Ano                            | Campeão                                             | Vice-Campeão                                  | Goleador                                      | Equipe                                            | Gols                                          |
| ------------------------------ | --------------------------------------------------- | --------------------------------------------- | --------------------------------------------- | ------------------------------------------------- | --------------------------------------------- |
| 1919                           | Allies                                              | Hércules                                      | Manuel Ramírez                                | Hércules                                          | 5                                             |
| 1920                           | Hércules                                            | España                                        |                                               |                                                   |                                               |
| 1921                           | Não foi jogado devido aos Jogos do Centenário       | Não foi jogado devido aos Jogos do Centenário | Não foi jogado devido aos Jogos do Centenário | Não foi jogado devido aos Jogos do Centenário     | Não foi jogado devido aos Jogos do Centenário |
| 1922                           | Allies                                              | Deportivo Alemán                              |                                               |                                                   |                                               |
| 1923                           | La Joya                                             | Allies                                        |                                               |                                                   |                                               |
| 1924                           | Escuela de Medicina                                 | Allies                                        |                                               |                                                   |                                               |
| 1925                           | La Joya                                             | Hércules                                      |                                               |                                                   |                                               |
| 1926                           | Escuela de Medicina                                 | Hércules                                      |                                               |                                                   |                                               |
| 1927                           | Hércules                                            | Escuela de Medicina                           |                                               |                                                   |                                               |
| 1928                           | Escuela de Medicina                                 | Allies                                        |                                               |                                                   |                                               |
| 1929                           | Escuela de Medicina                                 | Tipografía Nacional                           |                                               |                                                   |                                               |
| 1930                           | Universidad                                         | Germania                                      |                                               |                                                   |                                               |
| 1931                           | Universidad                                         | Germania                                      |                                               |                                                   |                                               |
| 1932                           | Guatemala FC                                        | Germania                                      |                                               |                                                   |                                               |
| 1933                           | Escuela Politécnica                                 | Tipografía Nacional                           |                                               |                                                   |                                               |
| 1934                           | Escuela Politécnica                                 | Tipografía Nacional                           |                                               |                                                   |                                               |
| 1935                           | Cibeles                                             | Quetzal                                       |                                               |                                                   |                                               |
| 1936                           | Cibeles                                             | Quetzal                                       |                                               |                                                   |                                               |
| 1937                           | Quetzal                                             | Tipografía Nacional                           |                                               |                                                   |                                               |
| 1938                           | Tipografía Nacional                                 | Municipal                                     |                                               |                                                   |                                               |
| 1939                           | Tipografía Nacional                                 | Hércules                                      |                                               |                                                   |                                               |
| 1940                           | Tipografía Nacional                                 | Independiente                                 |                                               |                                                   |                                               |
| 1941                           | Guatemala FC                                        | Tipografía Nacional                           |                                               |                                                   |                                               |
| Campeonato da Liga             |                                                     |                                               |                                               |                                                   |                                               |
| 1942/1943                      | Municipal                                           | Tipografía Nacional                           | Carlos Toledo                                 | Municipal                                         | 15                                            |
| 1943                           | Tipografía Nacional                                 | Municipal                                     | Carlos Toledo                                 | Municipal                                         | 10                                            |
| 1944/1945                      | Tipografía Nacional                                 | Municipal                                     | Carlos Toledo                                 | Municipal                                         | 18                                            |
| 1947                           | Municipal                                           | España                                        | Carlos Toledo                                 | Municipal                                         | 26                                            |
| 1948 a 1950                    | Não houve disputa do campeonato                     | Não houve disputa do campeonato               | Não houve disputa do campeonato               | Não houve disputa do campeonato                   | Não houve disputa do campeonato               |
| 1950/1951                      | Municipal                                           | Comunicaciones                                | Augusto Espinosa                              | Hércules                                          | 15                                            |
| 1952/1953                      | Tipografía Nacional                                 | Comunicacionesl                               | Isauro Orozco                                 | IRCA                                              | 13                                            |
| 1954/1955                      | Municipal                                           | Comunicaciones                                | Jorge Víckers                                 | Comunicaciones                                    | 23                                            |
| 1956                           | Comunicaciones                                      | Universidad San Carlos                        | Oscar Estrada                                 | Municipal                                         | 13                                            |
| 1957/1958                      | Comunicaciones                                      | Municipal                                     | Alfredo Pérez                                 | Universidad San Carlos                            | 13                                            |
| 1959/1960                      | Comunicacions                                       | Municipal                                     | Hugo Peña                                     | Municipal                                         | 32                                            |
| 1961/1962                      | Xelajú                                              | Comunicaciones                                | Ricardo Clark                                 | Municipal                                         | 23                                            |
| 1963/1964                      | Municipal                                           | Xelajú                                        | Tomás Gamboa                                  | Deportivo Marquense                               | 17                                            |
| 1964                           | Aurora                                              | Municipal                                     | Carlos Herrera                                | Aurora                                            | 17                                            |
| 1965/1966                      | Municipal                                           | Comunicaciones                                | Hugo Peña                                     | Universidad San Carlos                            | 14                                            |
| 1966                           | Aurora                                              | Xelajú                                        | Hugo Peña                                     | Universidad San Carlos                            | 24                                            |
| 1967/1968                      | Aurora                                              | Municipal                                     | Martín Charles Juan Reyes                     | Deportivo Suchitepéquez Xelajú                    | 16                                            |
| 1968/1969                      | Comunicaciones                                      | Aurora                                        | Hernán Godoy                                  | Comunicaciones                                    | 18                                            |
| 1969/1970                      | Municipal                                           | Aurora                                        | Pinasco                                       | Municipal                                         | 12                                            |
| 1970/1971                      | Comunicaciones                                      | Aurora                                        | Réne Arturo Morales                           | Xelajú                                            | 13                                            |
| 1971                           | Comunicaciones                                      | Aurora                                        | Héctor Tambasco                               | Comunicaciones                                    | 14                                            |
| 1972                           | Comunicaciones                                      | Municipal                                     | Selvin Pennant Jurandir Dos Santos            | Cementos Novella Deportivo Suchitepéquez          | 17                                            |
| 1973                           | Municipal                                           | Aurora                                        | Selvin Pennant                                | Cementos Novella                                  | 17                                            |
| 1974                           | Municipal                                           | Aurora                                        | Julio César Anderson                          | Municipal                                         | 17                                            |
| 1975                           | Aurora                                              | Comunicaciones                                | Julio César Anderson Selvin Pennant           | Municipal Aurora                                  | 33                                            |
| 1976                           | Municipal                                           | Comunicaciones                                | Julio César Anderson                          | Municipal                                         | 17                                            |
| 1977                           | Comunicaciones                                      | Municipal                                     | Oscar Sánchez                                 | Comunicaciones                                    | 41                                            |
| 1978                           | Aurora                                              | Comunicaciones                                | Oscar Sánchez                                 | Comunicaciones                                    | 27                                            |
| 1979/80                        | Comunicaciones                                      | Cobán Imperial                                | Oscar Sánchez                                 | Comunicaciones                                    | 22                                            |
| 1980                           | Xelajú                                              | Juventud Retalteca                            | René Arturo Morales                           | Juventud Retalteca                                | 17                                            |
| 1981                           | Comunicaciones                                      | Xelajú                                        | Ricardo Carreño                               | Galcasa                                           | 23                                            |
| 1982                           | Comunicaciones                                      | Deportivo Suchitepéquez                       | Rubén Paredes                                 | Cobán Imperial                                    | 17                                            |
| 1983                           | Deportivo Suchitepéquez                             | Comunicaciones                                | Jorge Rivaga                                  | Finanzas Industriales                             | 21                                            |
| 1984                           | Aurora                                              | Deportivo Suchitepéquez                       | José Luis González                            | Deportivo Suchitepéquez                           | 24                                            |
| 1985/86                        | Comunicaciones                                      | Juventud Retalteca                            | Alberto Ramírez                               | Comunicaciones                                    | 14                                            |
| 1986                           | Aurora                                              | Galcasa                                       | Raúl Chacón                                   | Comunicaciones                                    | 15                                            |
| 1987                           | Municipal                                           | Aurora                                        | Edwin Whestphal                               | Bandegua                                          | 21                                            |
| 1988/89                        | Municipal                                           | Aurora                                        | José Luis González                            | Aurora                                            | 17                                            |
| 1989/90                        | Municipal                                           | Deportivo Suchitepéquez                       | Marcelo Ferreira                              | Municipal                                         | 19                                            |
| 1990/91                        | Comunicaciones                                      | Municipal                                     | Roderico Méndez                               | Chiquimulilla                                     | 22                                            |
| 1991/92                        | Municipal                                           | Comunicaciones                                | Edwin Whestphal                               | Izabal J.C.                                       | 21                                            |
| 1992/93                        | Aurora                                              | Comunicaciones                                | José Luis Cardozo                             | Aurora                                            | 18                                            |
| 1993/94                        | Municipal                                           | Deportivo Escuintla                           | Edwin Whestphal                               | Aurora                                            | 21                                            |
| 1994/95                        | Comunicaciones                                      | Aurora                                        | Milton Nuñez                                  | Comunicaciones                                    | 22                                            |
| 1995/96                        | Xelajú                                              | Comunicaciones                                | Néstor Raúl Pereira Juan Carlos Plata         | Deportivo Amatitlán Municipal                     | 15                                            |
| 1996/97                        | Comunicaciones                                      | Aurora                                        | Néstor Raúl Pereira                           | Deportivo Amatitlán                               | 18                                            |
| 1997/98                        | Comunicaciones                                      | Cobán Imperial                                | Danny Aguilar                                 | Deportivo Suchitepéquez                           | 22                                            |
| 1998/99                        | Comunicaciones                                      | Municipal                                     | Rudy Ramírez                                  | Deportivo Zacapa                                  | 19                                            |
| Campeonato Apertura e Clausura |                                                     |                                               |                                               |                                                   |                                               |
| 1999 A                         | Comunicaciones                                      | Municipal                                     | Rudy Ramírez                                  | Municipal                                         | 20                                            |
| 2000 C                         | Municipal                                           | Comunicaciones                                | Rolando Fonseca                               | Comunicaciones                                    | 21                                            |
| 2000 A                         | Municipal                                           | Comunicaciones                                | Nicolás López                                 | Deportivo Zacapa                                  | 16                                            |
| 2001 C                         | Comunicaciones                                      | Antigua Guatemala                             | Cesar Aníbal Trujillo                         | Xelajú                                            | 13                                            |
| Reordenamiento 2001            | Municipal                                           | Cobán Imperial                                | Regilson Soares                               | Cobán Imperial                                    | 15                                            |
| 2002 C                         | Municipal                                           | Comunicaciones                                | Guillermo Ramírez                             | Municipal                                         | 18                                            |
| 2002 A                         | Comunicaciones                                      | Municipal                                     | Edgar Arriaza                                 | Aurora                                            | 10                                            |
| 2003 C                         | Comunicaciones                                      | Cobán Imperial                                | Diego Latorre                                 | Comunicaciones                                    | 11                                            |
| 2003 A                         | Municipal                                           | Comunicaciones                                | Erwin Godoy                                   | Deportivo Jalapa                                  | 12                                            |
| 2004 C                         | Cobán Imperial                                      | Municipal                                     | Fernando Garracino                            | Xelajú                                            | 13                                            |
| 2004 A                         | Municipal                                           | Comunicaciones                                | Edwin Villatoro                               | Deportivo Suchitepéquez                           | 16                                            |
| 2005 C                         | Municipal                                           | Deportivo Suchitepéquez                       | Israel Silva                                  | Xelajú                                            | 12                                            |
| 2005 A                         | Municipal                                           | Comunicaciones                                | Juan Carlos Plata                             | Municipal                                         | 15                                            |
| 2006 C                         | Municipal                                           | Deportivo Marquense                           | Jorge Estrada Juan Carlos Plata               | Deportivo Marquense Municipal                     | 11                                            |
| 2006 A                         | Municipal                                           | Comunicaciones                                | Israel Silva                                  | Xelajú                                            | 14                                            |
| 2007 C                         | Xelajú                                              | Deportivo Marquense                           | César Alegría                                 | Deportivo Marquense                               | 15                                            |
| 2007 A                         | Deportivo Jalapa                                    | Deportivo Suchitepéquez                       | Adrián Apellaniz                              | Deportivo Jalapa                                  | 14                                            |
| 2008 C                         | Municipal                                           | Comunicaciones                                | Fredy García                                  | Municipal                                         | 12                                            |
| 2008 A                         | Comunicaciones                                      | Municipal                                     | Adrián Apellaniz                              | Comunicaciones                                    | 10                                            |
| 2009 C                         | Deportivo Jalapa                                    | Municipal                                     | Carlos González                               | Municipal                                         | 10                                            |
| 2009 A                         | Municipal                                           | Comunicaciones                                | Henry Hernández                               | Juventud Retalteca                                | 19                                            |
| 2010 C                         | Municipal                                           | Xelajú                                        | Rolando Fonseca                               | Comunicaciones                                    | 15                                            |
| 2010 A                         | Comunicaciones                                      | Municipal                                     | Guillermo Ramírez Henry Hernández Andy Herron | Municipal Heredia Jaguares Universidad San Carlos | 13                                            |
| 2011 C                         | Comunicaciones                                      | Municipal                                     | Oscar Isaula Johnny Ruiz                      | Deportivo Malacateco Deportivo Marquense          | 13                                            |
| 2011 A                         | Municipal                                           | Comunicaciones                                | Henry Hernández                               | Heredia Jaguares                                  | 17                                            |
| 2012 C                         | Xelajú                                              | Municipal                                     | Henry Hernández                               | Heredia Jaguares                                  | 16                                            |
| 2012 A                         | Comunicaciones                                      | Municipal                                     | Robín Betancourth                             | Heredia Jaguares                                  | 13                                            |
| 2013 C                         | Comunicaciones                                      | Heredia Jaguares                              | Fernando Gallo                                | Universidad San Carlos                            | 11                                            |
| 2013 A                         | Comunicaciones                                      | Heredia Jaguares                              | Israel Silva                                  | Xelajú                                            | 14                                            |
| 2014 C                         | Comunicaciones                                      | Municipal                                     | Oscar Isaula                                  | Heredia Jaguares                                  | 20                                            |
| 2014 A                         | Comunicaciones                                      | Municipal                                     | Carlos Ruiz Wilber Pérez                      | Municipal Petapa                                  | 12                                            |
| 2015 C                         | Comunicaciones                                      | Municipal                                     | Emiliano Ariel López Rolando Blackburn        | Deportivo Sushitepéquez Comunicaciones            | 13                                            |
| 2015 A                         | Antigua GFC                                         | Deportivo Guastatoya                          | Carlos Kamiani Félix                          | Universidad SC                                    | 19                                            |
| 2016 C                         | Deportivo Sushitepéquez                             | Comunicaciones                                | Juan José Valenzuela Carlos Kamiani Félix     | Deportivo Malacateco Universidad SC               | 15                                            |
| 2016 A                         | Antigua GFC                                         | Municipal                                     | Danilo Guerra                                 | Municipal                                         | 14                                            |
| 2017 C                         | Municipal                                           | Deportivo Guastatoya                          | xxx                                           | xxx                                               | xx                                            |
| 2017 A                         | Antigua GFC                                         | Municipal                                     |                                               |                                                   |                                               |
| 2018 C                         | Deportivo Guastatoya                                | Xelajú                                        |                                               |                                                   |                                               |
| 2018 A                         | Deportivo Guastatoya                                | Comunicaciones                                |                                               |                                                   |                                               |
| 2019 Clausura                  | Antigua Guatemala                                   | Malacateco                                    |                                               |                                                   |                                               |
| 2019 Apertura                  | Municipal                                           | Antigua Guatemala                             |                                               |                                                   |                                               |
| 2020 Clausura                  | Deportivo Guastatoya                                | Municipal                                     |                                               |                                                   |                                               |
| 2020 Apertura                  | Torneio cancelado por causa da pandemia do COVID-19 |                                               |                                               |                                                   |                                               |
| 2021 Clausura                  | Santa Lucía                                         | Comunicaciones                                | Nicolás Martínez                              | Deportivo Achuapa                                 | 10                                            |

### Campeonato Nacional
| Ano  | Campeão                                                                     | Vice-campeão                                                                | Goleador                                                                    | Equipe                                                                      | Gols                                                                        |
| ---- | --------------------------------------------------------------------------- | --------------------------------------------------------------------------- | --------------------------------------------------------------------------- | --------------------------------------------------------------------------- | --------------------------------------------------------------------------- |
| 1919 | Hércules                                                                    | Seleção Quetzalteca                                                         |                                                                             |                                                                             |                                                                             |
| 1919 | 'Não houve vencedor '(empate entre a Seleção Capital e Seleção Quetzalteca) | 'Não houve vencedor '(empate entre a Seleção Capital e Seleção Quetzalteca) | 'Não houve vencedor '(empate entre a Seleção Capital e Seleção Quetzalteca) | 'Não houve vencedor '(empate entre a Seleção Capital e Seleção Quetzalteca) | 'Não houve vencedor '(empate entre a Seleção Capital e Seleção Quetzalteca) |
| 1920 | Seleção Quetzalteca                                                         | Seleção Capitalina                                                          |                                                                             |                                                                             |                                                                             |
| 1921 | Seleção Capitalina                                                          | Liga del Norte                                                              |                                                                             |                                                                             |                                                                             |
| 1922 | Seleção Quetzalteca                                                         | Seleção Capitalina                                                          |                                                                             |                                                                             |                                                                             |
| 1923 | Seleção Capitalina                                                          | Seleção Quetzalteca                                                         |                                                                             |                                                                             |                                                                             |
| 1923 | Seleção Capitalina                                                          | Seleção Quetzalteca                                                         |                                                                             |                                                                             |                                                                             |

### Campeonato de la República
| Ano  | Campeão                        | Vice-Campeão             | Goleador | Equipe | Gols |
| ---- | ------------------------------ | ------------------------ | -------- | ------ | ---- |
| 1931 | Pensativo (Sacatepéquez)       | América (Quetzaltenango) |          |        |      |
| 1935 | Pensativo (Sacatepéquez)       | Quetzal                  |          |        |      |
| 1936 | Cibeles                        | Chiquimula               |          |        |      |
| 1937 | Imperial (Cobán, Alta Verapaz) | América (Quetzaltenango) |          |        |      |
| 1938 | Tipografía Nacional            | Excélsior (Sacatepéquez) |          |        |      |
| 1939 | Municipal (Retalhuleu)         | América (Quetzaltenango) |          |        |      |
| 1940 | Tipografía Nacional            | Municipal (Retalhuleu)   |          |        |      |
| 1941 | Guatemala FC                   | ADIX                     |          |        |      |

### Títulos por equipe
| Equipe               | Títulos | Vice-Campeão | Anos dos Títulos |
| Municipal            | 31      | 25           | 1942/43, 1947, 1950/51, 1954/55, 1963/64, 1965/66, 1969/70, 1973, 1974, 1976, 1987, 1988/89, 1989/90, 1991/92, 1993/94, C-2000, A-2000, A-2001, C-2002, A-2003, A-2004, C-2005, A-2005, C-2006, A-2006, C-2008, A-2009, C-2010, A-2011, C-2017, C-2019 |
| Comunicaciones       | 30      | 24           | 1956, 1957/58, 1959/60, 1968/69, 1970/71, 1971, 1972, 1977, 1979/80, 1981, 1982, 1985/86, 1990/91, 1994/95, 1996/97, 1997/98, 1998/99, A-1999, C-2001, A-2002, C-2003, A-2008, A-2010, C-2011, A-2012, C-2013, A-2013, C-2014, A-2014, C-2015          |
| Aurora               | 8       | 10           | 1964, 1966, 1967/68, 1975, 1978, 1984, 1986, 1992/93 |
| Xelajú               | 5       | 5            | 1961/62, 1980, 1995/96, C-2007, C-2012 |
| Antigua Guatemala    | 4       | 2            | A-2015, A-2016, A-2017, C-2019 |
| Deportivo Guastatoya | 3       | 2            | C-2018, A-2018, A-2020 |
| Tipografía Nacional  | 3       | 1            | 1943, 1944/45, 1952/53 |
| Suchitepéquez        | 2       | 5            | 1983, C-2016 |
| Deportivo Jalapa     | 2       | 0            | A-2007, C-2009 |
| Santa Lucía          | 1       | 0            | C-2021 |
| Cobán Imperial       | 1       | 4            | C-2004 |

## Goleadores históricos
| Nº | Jogador              | Nacionalidade | Gols |
| -- | -------------------- | ------------- | ---- |
| 1  | Juan Carlos Plata    | Guatemala     | 360  |
| 2  | Israel Silva         | Brasil        | 174  |
| 3  | Edwin Westphal       | Guatemala     | 158  |
| 4  | Mario Acevedo        | Guatemala     | 147  |
| 5  | Edgar Arriaza        | Guatemala     | 143  |
| 6  | Fredy García         | Guatemala     | 136  |
| 7  | Rolando Fonseca      | Costa Rica    | 134  |
| 8  | Julio Rodas          | Guatemala     | 118  |
| 9  | Rudy Ramírez         | Guatemala     | 113  |
| 10 | Johnny Cubero        | Costa Rica    | 112  |
| 11 | Dionel Bordón        | Argentina     | 111  |
| 12 | Guillermo Ramírez    | Guatemala     | 110  |
| 13 | Jorge Estrada        | Guatemala     | 128  |
| 14 | Tránsito Montepeque  | Guatemala     | 104  |
| 15 | José Roderico Méndez | Guatemala     | 101  |